# Lili (namn)

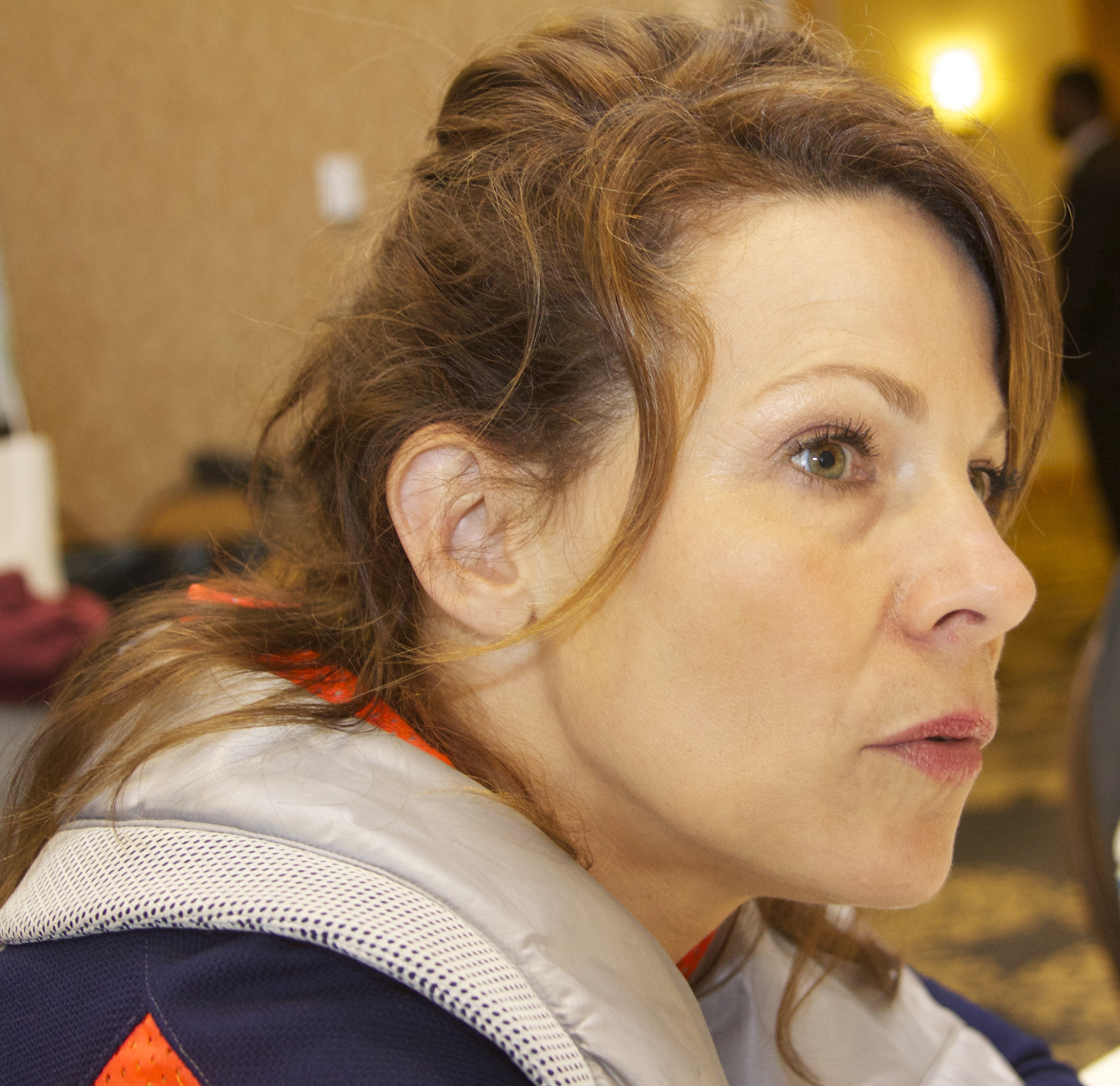
Lili Taylor, 2013.

Lili är ett egennamn, ett kvinnonamn. Lili är ett smeknamn för Elisabeth men kan också vara en variant av Lily. Dessutom är Lili ett kinesiskt kvinnonamn, som betyder "vacker".

## Kända personer med namnet Lili
- Lili Päivärinta
- Lili Taylor, amerikansk skådespelerska